# عصب ذقني
العصب الذقني هو العصب الحسي الذي يوفر الإحساس إلى الجزء الأمامي من الذقن والشفة السفلية وكذلك اللثة الشفوية للأسنان الأمامية والضواحك. وهو فرع من الجذع الخلفي للعصب السنخي السفلي، الذي هو في حد ذاته فرع من الفك السفلي للعصب ثلاثي التوائم
يظهر العصب عند الثقبة الذقنية في الفك السفلي، وينقسم تحت العضلة الخافضة لزاوية الفم إلى ثلاثة فروع:
1.واحد ينزل إلى جلد الذقن.
2.اثنين يصعد إلى الجلد والغشاء المخاطي للشفة السفلية.
تتواصل هذه الفروع بحرية مع العصب الوجهي.

## أهمية سريرية
يمكن حظر العصب العقلي بالتخدير الموضعي، وهو إجراء يستخدم في جراحة الذقن، والشفة السفلى، ومخاطية الشدق من منتصف إلى الضواحك الثانية. في هذه التقنية، يتم تخدير المخدر الموضعي في الأنسجة اللينة المحيطة بالثقب الذهني.